# استخراج البلازما
استخراج البلازما أو فصادة البلازما (بالإنجليزية: Plasmapheresis)‏ هو تحويل مكونات البلازما خارج الجسم وذلك لعلاج بعض الأمراض وهذا عن طريق تبرع بالدم باستخراج البلازما فقط وترك خلايا الدم الحمراء والصفيحات.

## الاستخدامات الطبية
أثناء استخراج البلازما، يتم سحب الدم(الذي يتكون من كرات حمراء وكريات بيضاء وصفائح دموية وبلازما)عن طريق إبرة أو قسطرة وريدية مزروعة سابقاً. ثم يتم فصل البلازما عن باقي خلايا الدم بواسطة فاصل خلوي. تُستخدم ثلاثُ إجراءات عادةً لفصل البلازما عن خلايا الدم، ولكل طريقة مزاياها وعيوبها:
- الطرد المركزي متقطع التدفق (Discontinuous flow centrifugation): يتطلب قسطرة وريدية واحدة.عادة، يتم إزالة 300 مل من الدم في وقت واحد ثم طردها مركزياً لفصل البلازما من خلايا الدم.
- الطرد المركزي مستمر التدفق (Continuous flow centrifugation): يتم استخدام خطين وريديين. يتطلب هذه الطريقة سحب كمية دم أقل من الجسم في أي وقت واحد، حيث أن تلك الطريقة يتم فيها تدوير البلازما باستمرار.
- ترشيح البلازما:يتم استخدام خطين وريديين. يتم تصفية البلازما باستخدام معدات غسيل الكلى القياسية. تتطلب هذه العملية المستمرة أقل من 100 مل من الدم يكون خارج الجسم في الوقت الواحد.

أمثلة على الأمراض التي يمكن علاجها باستخدام استخراج البلازما:
- التليف الرئوي مجهول السبب
- متلازمة غيلان باريه
- متلازمة غودباستشر[2]
- متلازمة فرط اللزوجة:
- الوهن العضلي الوبيل[3][4]
- متلازمة انحلال الدم اليوريمي
- داء واغنر الحبيبومي
- متلازمة لامبرت-إيتون
- متلازمة أضداد الفوسفوليبيد
- التهاب الأوعية المجهري
- متلازمة هيلب
- باندز
- مرض بهجت
- داء ريفسام
- داء غريفز
- الفقاع الشائع
- التهاب النخاع والعصب البصري
- التصلب المتعدد
- انحلال الربيدات
- التهاب النخاع المستعرض
- الاعتلال العصبي المرتبط بفيروس نقص المناعة البشرية[5]

## مضاعفات العلاج باستخراج البلازما
على الرغم من أن العلاج باستخراج البلازما مفيد في بعض الحالات الطبية، إلا أنه توجد مضاعفات ومخاطر محتملة مثل أي نوع من العلاجات.
ادخال قسطرة وريدية أكبر من المطلوب قد يؤدي ذلك لحدوث نزيف، أو ثقب الرئة، بناءً على مكان الإدخال، وإذا تركت القسطرة لمدة أطول من اللازم، قد يؤدي ذلك لحدوث عدوى.
وبصرف النظر عن وضع القسطرة الوريدية، فإن الإجراء نفسه ينطوي على حدوث مضاعفات. عند وجود الدم خارج الجسم أثناء مروره في جهاز استخراج البلازما، تكون لدية القابلية للتجلط. ولتقليل ذلك الاحتمال، يتم اعطاء سيترات الصوديوم أتناء مرور الدم.
تشمل المضاعفات الأخرى ما يلي:
- انخفاض ضغط الدم
- التعرض المحتمل لمنتجات الدم، مع احتمال حدوث ردود فعل تجاه الدم المنقول أو الأمراض المنقولة عن طريق نقل الدم.
- قمع الجهاز المناعي للمريض
- النزيف أو ورم دموي من وضع الإبرة.

## تاريخياً
كان مايكل روبنشتاين أول شخص يستخدم فصادة البلازما لعلاج اضطراب مرتبط بالمناعة، عندما أنقذ حياة مراهق مصاب بالفرفرية القليلة الصفيحات الخثارية بمسنشفى خشب أرز لبنان القديمة بلوس أنجلوس عام 1959. عملية استخراج البلازما الحديثة نشأث في المعهد القومي للأورام بالولايات المتحدة بين عامي 1963 و 1968.

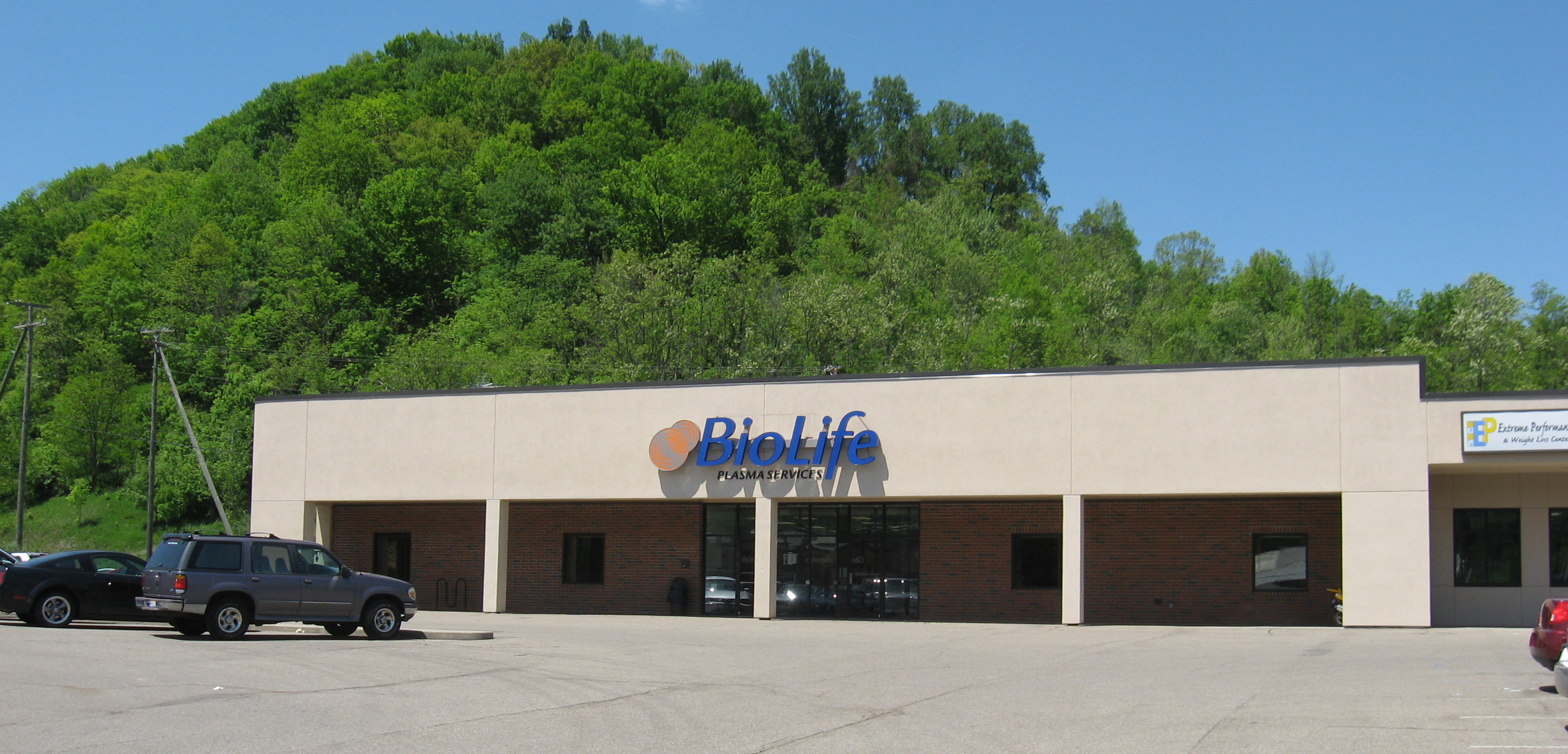
أحد المراكز في شبكة البلازما في الولايات المتحدة.

## وصلات خارجية
- الجمعية الأمريكية للفصادة